# Marele Joc

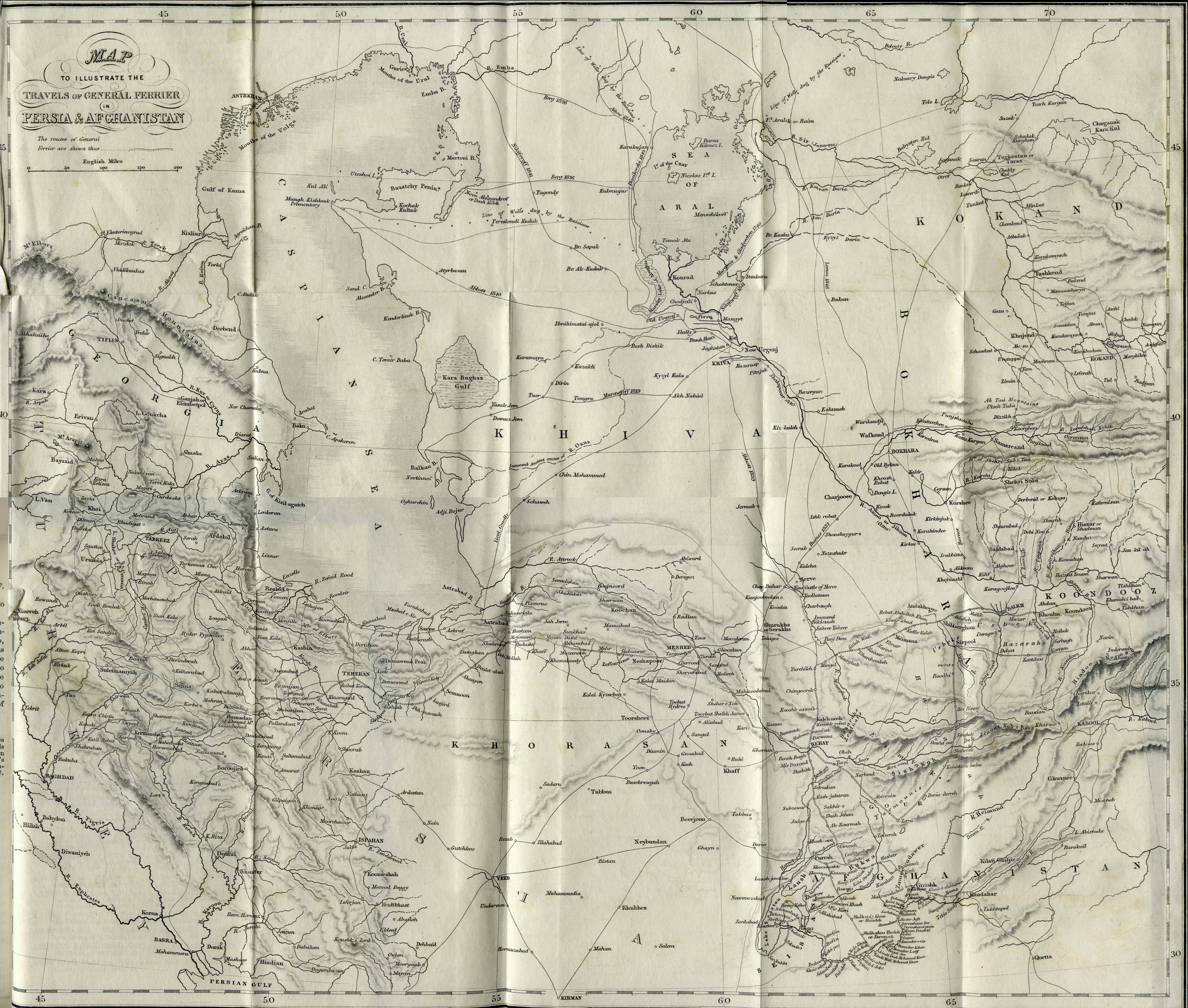
Harta nordului Persiei și al Afganistanului în 1857 în care se văd Hanatele Hiva, Buhara și Kokand (acum pe teritoriile Turkmenistanului și Uzbekistanului)

Marele Joc a fost o confruntare politică și diplomatică care s-a desfășurat în cea mai mare parte a secolului al XIX-lea între Imperiile Britanic și Rus, pentru controlul asupra Afganistanului și asupra teritoriilor învecinate din Asia Centrală și Asia de Sud. Această competiție a avut consecințe directe și în Persia⁠(d) și India. Britanicii se temeau că Rusia va invada India pentru a o încorpora în vastul lor imperiu pe care Sankt Petersburgul îl crease în Asia. Ca urmare, a existat o atmosferă profundă de neîncredere și au apărut zvonuri și teamă de război între cele două imperii. Marea Britanie a acordat prioritate ridicată protejării tuturor căilor de accces spre India, iar „marele joc” este în primul rând soluția pe care britanicii au găsit-o pentru atingerea acestui obiectiv. Istoricii care au cercetat arhivele au ajuns la concluzia că Rusia nu avea planuri care să vizeze India, lucru pe care rușii l-au repetat în mai multe rânduri.
Marele Joc a început pe 12 ianuarie 1830, când Lord Ellenborough⁠(d), președintele Comisiei de Control pentru India, i-a cerut lui William Bentinck⁠(d), guvernatorul general al Indiei, să înființeze o nouă rută comercială către Emiratul Buhara. Britanicii doreau să obțină controlul asupra Emiratul Afganistanului și să îl transforme în protectorat. De asemenea, ei doreau să folosească Imperiul Otoman, Imperiul Persan, Hanatul Hiva și Emiratul Buhara ca state tampon între cele două imperii. Dacă reușeau ceea ce își propuseseră, britanicii ar fi protejat India și cele mai importante rute comerciale prin împiedicarea Rusiei să obțină controlul asupra unui port la Golful Persic sau Oceanul Indian. Rusia a propus ca Afganistanul să devină o zonă neutră. În contextul Marelui Joc au avut loc Primul Război Anglo-Afgan din 1838, Primul Război Anglo-Sikh din 1845, al Doilea Război Anglo-Sikh din 1848, Al Doilea Război Anglo-Afgan din 1878 și anexarea Kokandului de către Imperiul Rus.
Istoricii consideră că sfârșitul Marelui Joc a venit odată cu semnarea pe 10 septembrie 1895 a protocoalelor Comisiei de Frontieră din Pamir, când au fost trasate în mod oficial granița dintre Afganistan și Imperiul Rus.:p14 Romanul Kim al lui Rudyard Kipling publicat în 1901 a popularizat termenul „Marele Joc” și dezvăluit o nouă fațetă a rivalității între marile puteri. Termenul a devenit și mai popular după izbucnirea în 1979 a războiului sovieto-afgan.

## Versiuni ale termenului

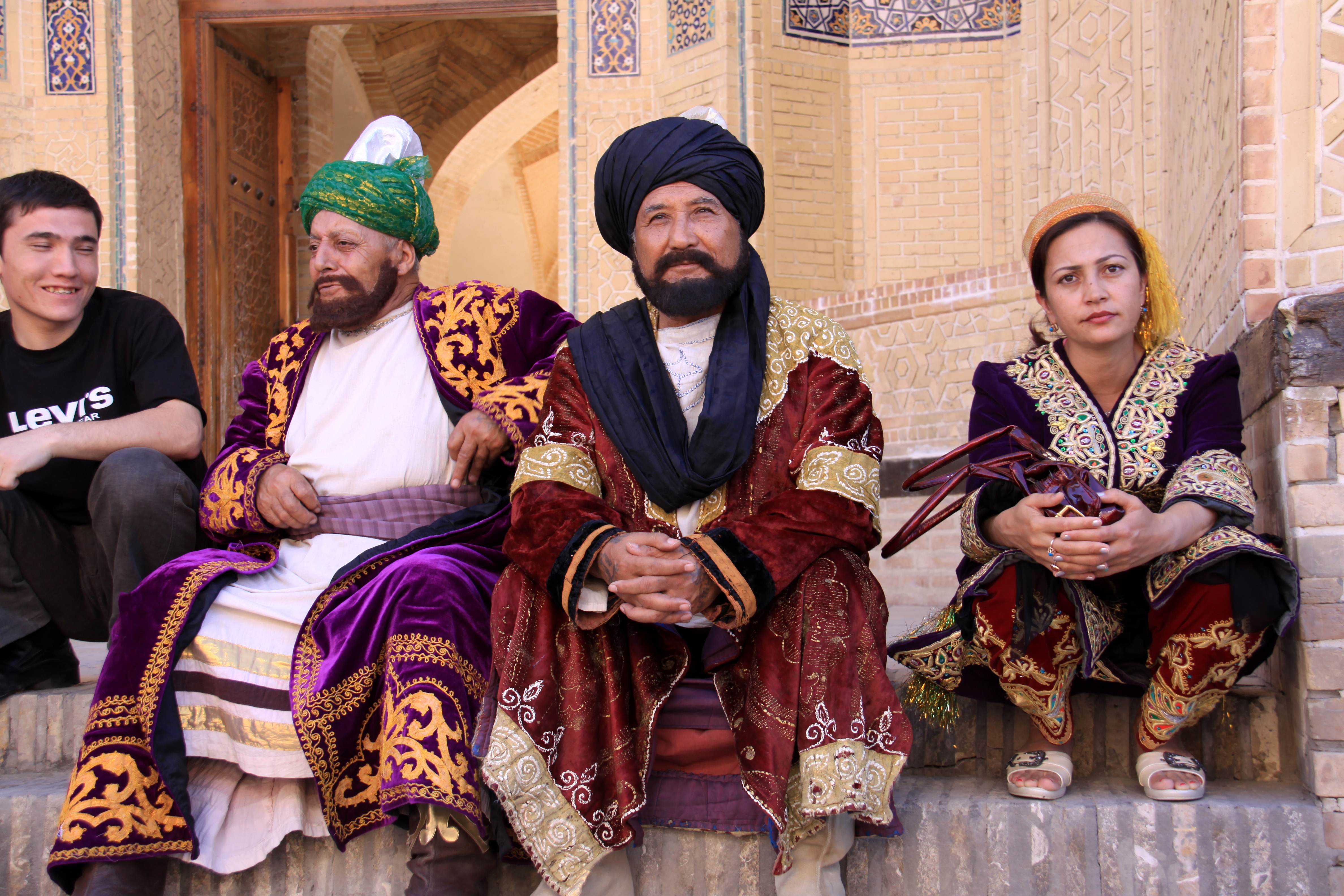
Sărbătoarea mătăsii și condimentelor în Buhara, Uzbekistan

Termenul Marele Joc a fost folosit și înainte de secolul al XIX-lea și a fost asociat cu jocurile de noroc, precum jocurile de cărți sau zaruri. Echivalentul francez Le grand jeu datează cel puțin din 1585 și este asociat riscului, hazardului și disimulării.
Din punct de vedere istoric, termenul datează de la mijlocul secolului al XIX-lea. Paternitatea termenului „Marele Joc” îi este atribuită căpitanului Arthur Conolly⁠(d) (1807–1842). Într-o scrisoare din iulie 1840 către maiorul Henry Rawlinson, care fusese numit de puțină vreme ca agent politic în Kandahar, Conolly consemna: „ai în fața ta un mare joc, un nobil joc.” Conolly considera că noul post al lui Rawlinson i-a oferit acestuia posibilitatea să promoveze umanitarismul în Afganistan și își rezuma speranțele în cuvintele:

Măcar dacă guvernul britanic ar juca marele joc – să ajute Rusia cu cordialitate în tot ce aceasta are dreptul să aștepte – să dea mâna cu Persia – să-i obțină toate despăgubirile din partea oosbegilor – să îl forțeze pe emirul din Buhara să fie corect cu noi, cu afganii și cu alte state oosbege și cu propriul regat – dar de ce să continui [...] InshAllah! Utilitatea, nu necesitatea lor va fi văzută și noi vom juca rolul nobil pe care prima națiune creștină a lumii ar trebui să și-l asume.
Marele Joc a fost popularizat de scriitorul Rudyard Kipling în romanul Kim din 1901. În lumea științifică a fost folosit pentru prima oară de profesorul H.W.C. Davis în conferința The Great Game in Asia (1800–1844) de pe 10 noiembrie 1926. Utilizarea termenului „Marele Joc” pentru descrierea rivalității anglo-ruse în Asia Centrală a devenit comună după încheierea celei de a doua conflagrații mondiale.

## Temerile legate de securitatea Indiei

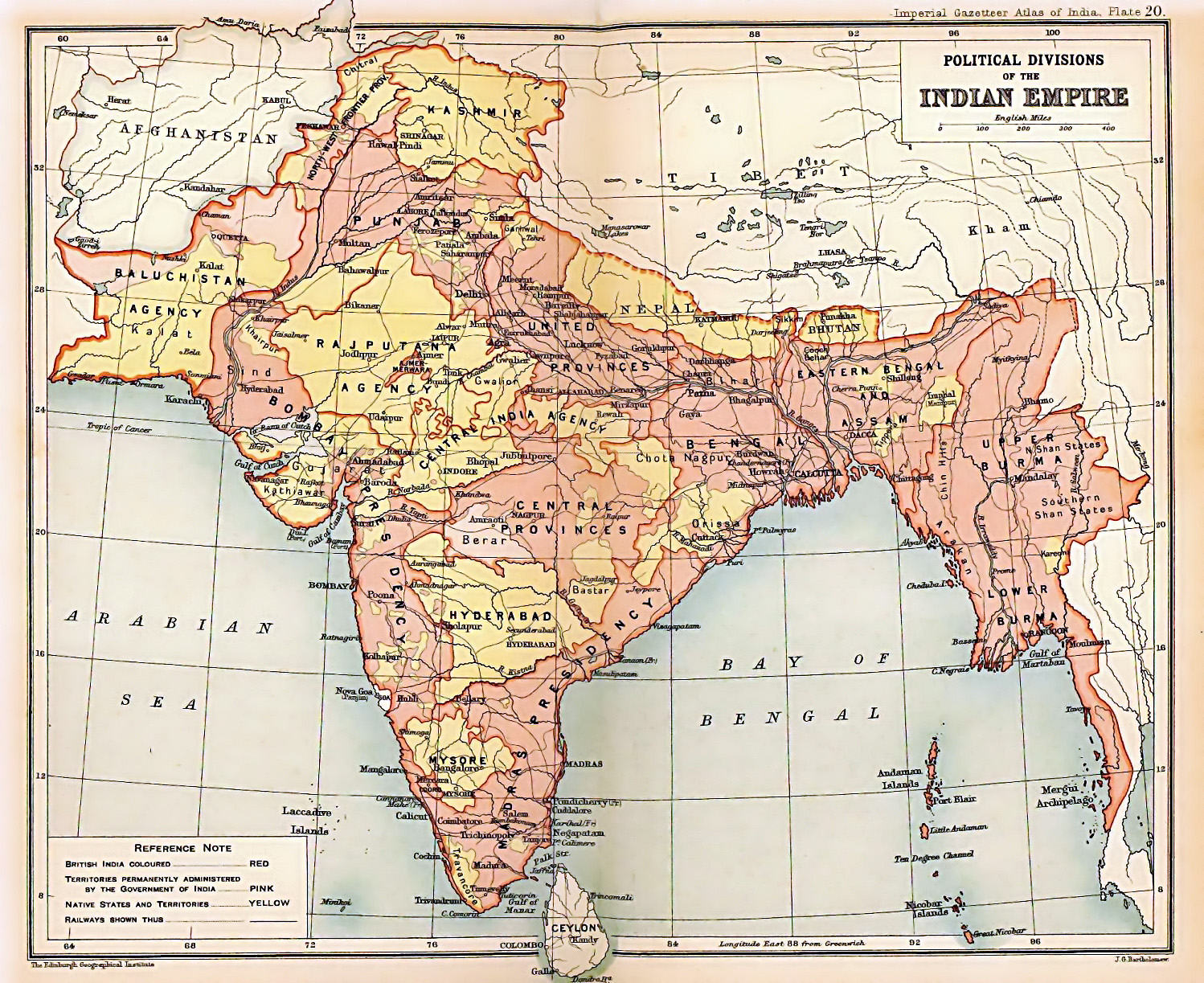
Harta Indiei Britanice – cu galben sunt evidențiate statele vasale guvernate de principi locali

La începutul secolului al XIX-lea, Subcontinentul Indian era guvernat parțial de principi independenți, iar restul de Compania Britanică a Indiilor de Est. În secolul al XIX-lea s-a dezvoltat o confruntare politică și diplomatică între Marea Britanie și Rusia în legătură cu controlului asupra Afganistanului, care ulterior a devenit cunoscută sub numele de „Marele Joc”. Rusia se temea de atacurile comerciale și militare britanice în Asia Centrală, iar Marea Britanie se temea de faptul că Rusia încearcă să adauge „bijuteria coroanei” britanice, India, la vastul imperiu pe care Rusia îl construia în Asia. Acest lucru a dus la o atmosferă de neîncredere și de amenințarea constantă cu războiului între cele două imperii. Dacă Rusia ar fi obținut controlul asupra Afganistanului, teritoriul acestuia ar fi putut fi folosit ca punct de sprijin pentru o invazie rusă în India.
Napoleon I i-a propus împăratului Pavel I o invazie comună franco-rusă a Indiei. În 1801, Pavel I, temându-se de o acțiune viitoare a britanicilor împotriva Rusiei și a aliaților ei din Europa, a decis să facă prima mișcare în regiunea în care împăratul credea că Imperiul Britanic este vulnerabil. El i-a scris atamanului armatei cazacilor de pe Don, generalul de cavalerie Vasili Petrovici Orlov, ordonându-i să înainteze spre Orenburg, să cucerească hanatele din Asia Centrală și să pregătească de acolo invadarea Indiei. Pavel I a fost asasinat în același an, iar invazia nu a mai avut loc. Napoleon a încercat să îl convingă pe moștenitorul tronului Rusiei, Alexandru I, să invadeze India. Țarul nu s-a lăsat convins de oportunitatea atacului. În 1807, Napoleon l-a trimis pe general Claude Matthieu într-o misiune militară franceză în Persia în încercarea de a-i convinge pe ruși să invadeze India. Ca răspuns, Marea Britanie și-a trimis propriile misiuni diplomatice și consilieri militari în 1808 în Persia și Afganistan ca să preîntimpine o posibilă amenințare franceză și rusă. În ciuda oricăror măsuri loate, Londra a rămas îngrijorată în prinvința capacității sale să apere India.
În 1810, locotenentul Henry Pottinger⁠(d) și căpitanul Charles Christie au întreprins o expediție din Nushki⁠(d) ( Belucistan) până în Isfahan (Persia centrală), călătorind deghizați în musulmani. Expediția a fost finanțată de  Compania Indiilor de Est și membrii săi trebuiau să cartografieze regiunile „Beloochistanului” și Persiei, pentru identificarea posibilelor căi de invazie ale forțelor franceze. După eșecul dezastruos al invaziei franceze în Rusia din 1812 și dezorganizarea Grande Armée, amenințarea unei invazii franceze prin Persia a dispărut.

## Originile

### Punctul de vedere britanic

Harta bazinului Indusului în zilele noastre. Stategia pe care și-a propuneau britanicii era să folosească fluviul și vapoarele cu abur pentru comerțul cu Asia Centrală.

Se consideră că Marele Joc a început pe 12 ianuarie 1830, când Lord Ellenborough⁠(d), președintele Comisiei de Control pentru India, i-a cerut lui William Bentinck⁠(d), guvernatorul general al Indiei, să înființeze o nouă rută comercială către Buhara.
După semnarea tratatelor de la Turkmenchay din 1828 și de la Adrianopol din 1829, britanicii s-au temut ca nu cumva Persia și Turcia să devină protectorate ale Rusiei. Acest lucru avea să schimbe percepția Marii Britanii asupra lumii, iar răspunsul său a fost Marele Joc. Marea Britanie nu intenționa să se implice în Orientul Mijlociu, dar s-a gândit să creeze o serie de state tampon între Imperiile Britanic și Rus, care includeau Turcia și Persia, plus Hiva și Buhara, care ar fi crescut cu ajutorul comerțului. În spatele acestor state-tampon ar fi fost protectoratele britanice, care se întindeau de la Golful Persic până în India și Afganistan, flota militară britanică protejând căile maritime comerciale. Accesul în Afganistan urma să se realizeze prin dezvoltarea de rute comerciale de-a lungul râurilor Ind și Sutlej, folosind vapoare cu motor cu abur și, prin urmare, trebuia asigurat accesul prin regiunile Sind și Punjab. Persia ar trebui să renunțe la revendicarea Heratului din Afganistan. Afganistanul ar fi trebuit transformat dintr-un grup de principate războinice într-un stat condus de un aliat, ale cărui relații externe ar fi administrate în numele său de către guvernatorul general al Indiei și Ministerul de Externe Britanic. Marele Joc presupunea legături mai strânse între Marea Britanie și statele de-a lungul frontierei nord-vestice a Indiei.
Britanicii considerau că, de vreme ce erau cetățenii primei societăți libere și ai celei mai puternic industrializate țări, aveau datoria să își folosească oțelul, motoarele cu abur și textilele din bumbac pentru a prelua controlul asupra Aisiei Centrale și a o dezvolta. Mărfurile britanice trebuiau să fie urmate de valorile britanice și de respectul pentru proprietatea privată. Nomazii aveau să se sedentarizeze și să devină păstori tribali în așezările din jurul oazelor urbane. Toate acestea urmau să ducă la apariția statelor moderne, cu granițe stabilite prin tratate, după model european. Prin urmare, pentru început trebuia să se cadă de acord asupra frontierelor, care trebuia să fie trasate pe hărți. Conform spuselor lui Morgan, două imperii mândre și în expansiune s-au îndreptat unul către celălalt, fără frontiere agreate, din direcții opuse, printr-o „regiune înapoiată, necivilizată și nedezvoltată”.
Iată-ne, așa cum am fost, mârâind unul la altul, urându-ne unul pe altul, dar niciunul dorind război. Lord Palmerston (1835)
Istoricul american David Fromkin⁠(d) afirmă că la jumătatea secolului al XIX-lea britanicii aveau cel puțin nouă motive să se aștepte la un mare război contra Rusiei dacă expansiunea rusă în Asia nu putea fi oprită:
1. Expansiunea ar fi perturbat echilibrul puterilor mult în favoarea Rusiei.
2. Mai devreme sau mai târziu, Rusia va invada India.
3. Succesul Rusiei va încuraja elementele anticoloniale din India să se răscoale.
4. Ar submina vechile regimuri islamice din Asia Centrală, ducând la un război sângeros pentru resurse.
5. Ar conferi putere și prestigiu regimului țarist, marele dușman al libertății politice.
6. Britanicii detestau Rusia și se temeau de ea, și cereau un răspuns mai ferm.
7. Ar perturba comerțul britanic cu Asia.
8. Ar întări protecționismul și ar submina idealul liber-schimbist față de care Regatul Unit era angajat.
9. Când ar ajunge la Oceanul Indian, Rusia ar putea amenința comunicațiile maritime care asigurau coeziunea Imperiului Britanic.
10. Până la sfârșitul secolului al XIX-lea, Londra a adăugat și argumentul că succesele rușilor împotriva Imperiului Otoman ar știrbi reputația de diplomați capabili a britanicilor.
11. Și în cele din urmă zăcămintele de petrol din Asia Centrală au fost descoperite la începutul secolului al XX-lea. Acest petrol era esențial pentru modernizarea Marinei Regale și pentru construcția economiei britanice.[22]

### Punctul de vededere al Rusiei

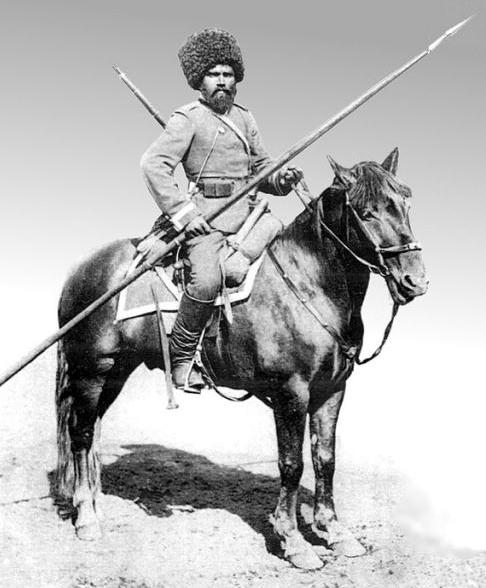
Cazaci siberieni din armata rusă la sfârșitul secolului al XIX-lea

În 1557, Buhara și Hiva⁠(d) au trimis ambasadori la curtea țarului Ivan cel Groaznic pentru a obține permisiunea să facă comerț în Rusia. La rândul ei, Rusia era interesată să stabilească o rută comercială spre India. Din acele vremuri până spre mijlocul secolului al XIX-lea, ambasadorii ruși din regiune au depus eforturi mari pentru găsirea și eliberarea rușilor care fuseseră luați în sclavie în hanate. Rusia avea să se extindă mai târziu în Siberia până în Orientul Îndepărtat, unde a înființat în 1859 un port la Oceanul Pacific, care va deveni cunoscut sub numele de Vladivostok. Extinderea Imperiului Rus spre est nu a preocupat în niciun fel Ministerul de Externe britanic, deoarece direcția de expansiune rusă nu se intersecta cu niciuna dintre rutele sau destinațiile comerciale engleze și, prin urmare, nu prezenta vreun interes pentru Londra. Începând cu deceniul al treilea al secolului al XIX-lea, trupele ruse au început să înainteze spre sud din Siberia în căutarea de vecini siguri și frontiere mai ușor de apărat. Această înaintare nu avea să înceteze până când frontierele Rusiei și sfera ei de influență nu aveau să fie consolidate în Asia Centrală, acestea incluzând Buhara și Hiva.
Între 1824 și 1854, Rusia a ocupat întregul Hanat Kazah (Kazahstanul contemporan). Această cucerire a dus la creșterea tensiunilor ruso-hivane. La înrăutățirea relațiilor celor două state au contribuit și discriminarea negustorilor ruși care tocmai încercau să pătrundă pe piețele din Asia Centrală și problema nerezolvată a sclavilor ruși din Hiva. Forțele ruse au lansat un atac în 1839–1840, dar nu au reușit să ajungă până la Hiva din pricina terenului accidentat și a vremii nefavorabile. În ciuda acestui eșec, hanul din Hiva s-a temut de un nou atac al rușilor și a eliberat mai mulți sclavi ruși.
De-a lungul a două decenii (1840–1850), obiectivele Rusiei în Asia Centrală au vizat împiedicarea Buharei și Hivei să întreprindă acțiuni ostile împotriva sa, să convingă cele două state să elibereze sclavii ruși și să îi convingă să nu mai asigure azil kazahilor care fugeau de justiția rusă. Hivanii trebuia să înceteze să mai atace caravanele care se deplasau de-a lungul fluviului Sîrdaria. Negustorilor ruși trebuia să li se permită să își desfășoare activitatea în aceleași condiți cu negustorii locali din Buhara și Hiva. Autorităților celor două hanate li s-a cerut să garanteze siguranța persoanelor și a bunurilor negustorilor ruși, să nu perceapă taxe excesive, să permită tranzitul liber al mărfurilor și caravanelor prin Asia Centrală spre statele vecine, să permită agenților comerciali ruși să își stabilească sediile în Buhara și Hiva și să permită libera navigație a vaselor rusești pe Amudaria. Niciunul dintre aceste obiective ale rușilor nu au fost atinse. Frontierele Rusiei au rămas în acel moment nesigure, iar influența britanică în regiune era în continuă creștere.
În 1869, când George Villiers⁠(d) a propus cursul fluviului Amudaria ca bază pentru zona neutră dintre sferele de influență britanice și rusă, Alexandr Gorceakov a propus Afganistanul ca zonă neutră. Rusia se temea de influența pe care puterile musulmane care se bucurau de sprijinul britanic o puteau avea în hanatele din regiune.

## Rivalitatea anglo-rusă în Asia Centrală

### În timpul Companiei Britanice a Indiilor de Est

#### Primele explorări și descrieri

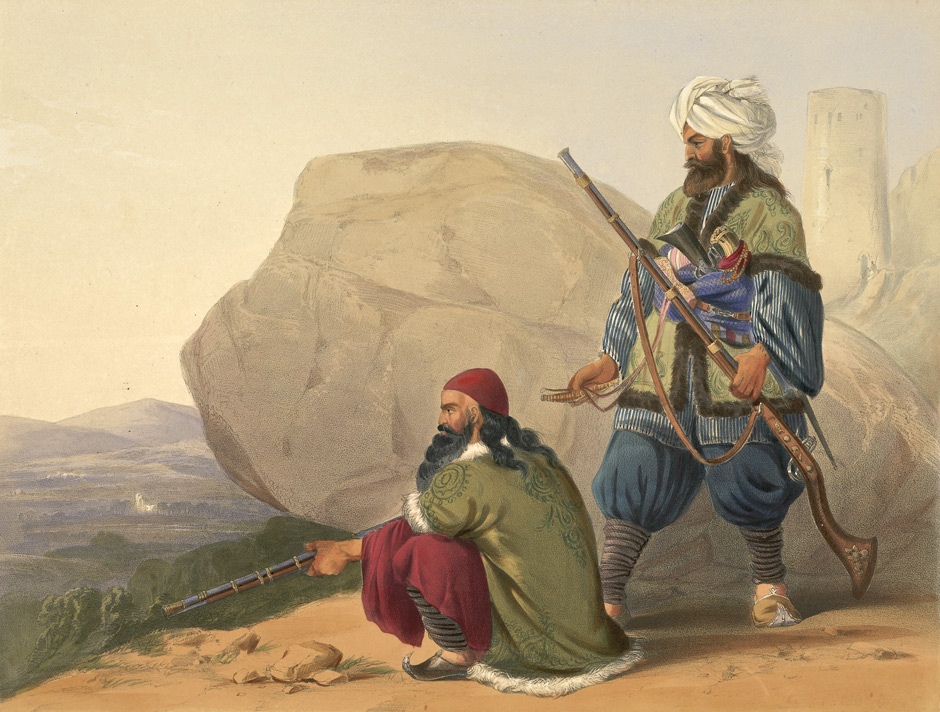
Membri ai unor triburi afgane aflați în solda britanicilor în 1841

În 1782, George Forster, un funcționar al Companiei Indiilor Orientale, a întreprins o călătorie care a început în Calcutta (Bengal), a trecut prin Kashmir, Herat, Afganistan, Mazanderan⁠(d), a traversat cu o corabie Marea Caspică, a continuat spre Baku, Astrahan, Moscova până în Sankt Petersburg, de unde s-a îmbarcat către Londra. Descrierea detaliată a călătorie sale a fost publicată în 1798.
William Moorcroft a fost un explorator, medic veterinar și administrator al hergheliilor Companiei Britanice a Indiilor Orientale. El era interesat de extinderea comerțului britanic în Asia Centrală, unde el considera că negustorii ruși sunt deja activi. În 1820, Moorcroft, George Trebeck și George Guthrie au plecat din India către Buhara ca să cumpere cai turkmeni. Ei au ajuns în Buhara în 1825. Până la urmă, toți trei au murit de friguri în timpul călătoriei de întoarcere. Raportul acestei călătorii a fost publicat în 1841. Charles Masson, un fost soldat și explorator în solda Companiei Indiilor Orientale, a locuit în Belucistan, Afganistan și Punjab între 1826 și 1838 și a publicat jurnalele călătoriilor sale. În septembrie 1829, locotenentul Arthur Conolly de la Compania Indiilor Orientale a călătorit din Sankt Petersburg prin deșertul Caspic, la Kir (nordul Iranului). În Iran a fost închis în Gorgan, acuzat fiind că este spion rus. După eliberare, a călătorit cu o caravană de pelerini spre Mașhad, a continuat drumul în marș alături de armata afgană până la Herat. El a continuat călătoria spre Kandahar, Quetta⁠(d), prin Marele Deșert Indian, până la frontiera britanică, pe care a atins-o în ianuarie 1831. Și-a publicat raportul călătoriei în 1834. Până la urmă, după 1830, interesele comerciale și diplomatice pe direcția nord-vest au crescut la cote maxime. În 1831, studiile asupra cursului fluviului Ind ale căpitanului Alexander Burnes și colonelului Henry Pottinger au pregătit calea pentru asaltul viitor asupra Sindhului, pentru deschiderea căilor spre Asia Centrală. În 1831, Burnes a început o călătorie periculoasă de 12 luni, pornind din Afganistan, prin Hindu Kush, până la Buhara. Burnes, un creștin călătorind printr-o țară musulmană, a fost unul dintre primii care au studiat Afganistanul pentru serviciile britanice de informații. El apublicat în 1834 cartea Travels To Bukhara, care a devenit peste noapte un succes. Între 1832 și 1834, britanicii au încercat să negocieze acorduri cu Ranjit Singh⁠(d), conducătorul Imperiului Sikh⁠(d), și cu emiri din Sindh. Aceste negocieri au eșuat până în cele din urmă.

#### Afghanistanul și Asia Centrală
În 1835, lordul Auckland a fost numit guvernator-general în locul lui Bentinck, care de-a lungul mandatului său urmase o politică de neintervenție. Comisia de supraveghere l-a instruit pe Auckland:
 să urmăriți mai atent decât s-a încercat până în prezent cursul evenimentelor din Afganistan și să contracarați creșterea influenței ruse... Modul de abordare a acestei chestiuni foarte importante, fie prin trimiterea unui agent confidențial la Dost Mohammed din Kabul, doar pentru a urmări evoluția evenimentelor sau pentru a intra în relații cu acest conducător; fie cu un caracter politic; fie doar în prima instanță comercial, suntem încredințați de discreția dumneavoastră, precum și de adoptarea oricăror alte măsuri care vi se vor părea necesare pentru contracararea influenței ruse în acel sector; în caz că veți fi mulțumit... că a sosit momentul în care ar fi potrivit să vă amestecați în mod decisiv în afacerile din Afganistan. Un astfel de amestec ar fi necesar fără îndoială, pentru prevenirea extinderii dominației persane în acest sector, sau pentru ridicarea din timp a unei bariere împotriva amenințării progreselor rapide ale influenței ruse.
În acel an, locotenentul Marinei Indiene John Wood a comandat prima călătorie a unei nave cu abur în sus pe Ind și a cercetat cursul fluviului. În 1838, el a condus o expediție care a descoperit unul dintre izvoarele râului Oxus (Amudaria) din Asia Centrală. El și-a publicat raportul călătoriilor în 1872. În 1837, agentul diplomatic rus Jan Prosper Witkiewicz⁠(d) a vizitat Kabulul, iar britanicii au considerat că acesta avea misiunea să încurajeze o formă de prezență diplomatică sau militară în Afganistan. Pe când se afla la Kabul, Witkiewicz a luat masa cu trimisul britanic, căpitanul Alexander Burnes, care a raportat că Rusia nu are astfel de intenții. Rusia se temea de amestecul britanicilor în comerțul lor din Asia Centrală, ca și de influența pe care puterile musulmane, care se bucurau de sprijinul britanic, le-ar fi avut asupra altor hanate.

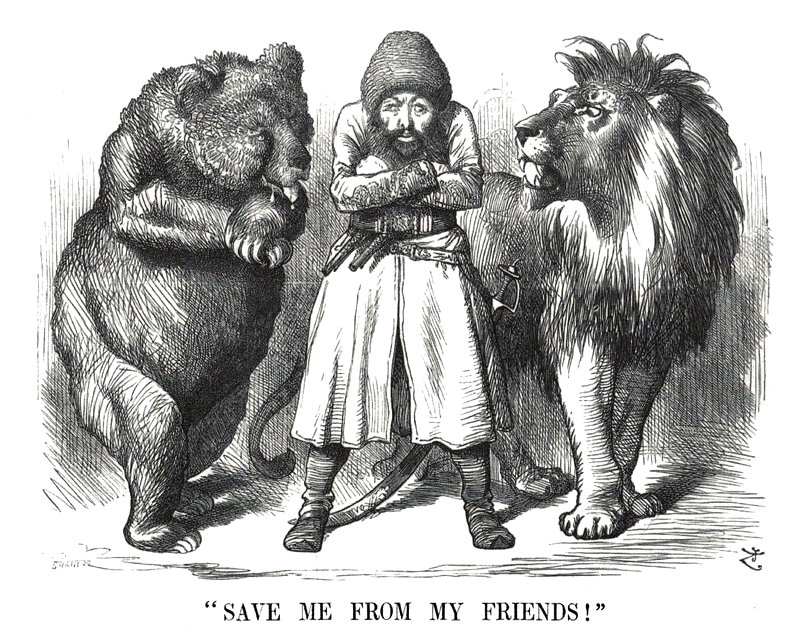
„Salvați-mă de prietenii mei!”, caricatură politică în care emirul afgan Sher Ali apare între ursul rus și leul britanic (1878)

În 1838, colonelul Charles Stoddart de la Compania Indiilor Orientale a călătorit în Hanatul Buhara⁠(d) ca să negocieze o alianță cu Nasrullah Han⁠(d). Nasrullah Han l-a întemnițat pe Stoddart într-o închisoare insalubră pentru că britanicul nu se ploconise conform obiceiului și nu adusese daruri. În 1841, căpitanul Arthur Conolly a sosit în Buhara pentru a încerca să obțină eliberarea lui Stoddart. Conolly a fost la rândul lui întemnițat, iar pe 17 iunie 1842, ambii britanici au fost decapitați. La aflarea veștii execuției a doi ofițeri britanici, țarul Nicolae I al Rusiei a refuzat să mai primească în viitor daruri sau soli din Buhara, iar ambasadorul rus a fost retras la Orenburg cu mesajul că împăratul nu mai vrea să aibă de-a face cu emirul. După ce doi reprezentanți ai săi au fost executați în Buhara, Regatul Unit i-a descurajat  activ pe cetățenii săi să călătorească în Turkestan.
În timpul anului 1838, au circulat zvonuri în Londra conform cărora Rusia avea să atace Hiva. În plus, Persia intenționa să anexeze Heratul, ca să compenseze pierderile teritoriale din Războiul Ruso-Persan (1826–1828)⁠(d). Apartenența Heratului la Afganistan era crucială pentru strategia britanică. Asediul Heratului⁠(d) a început în noiembrie 1837, când noul șah al Persiei, Mohammed Mirza, și-a așezat tabăra în fața orașului. Șahul dorea să cucerească Heratul, după care să se atace Kandaharul. În rândul trupelor sale se afla un observator rus, contele Simonici, secondat de un număr de consilieri militari și un regiment de dezertori ruși sub comanda generalului polonez Berowski. Eldred Pottinger, un ofițer de artilerie britanic care intrase deghizat în Herat cu ceva timp în urmă, a participat la organizarea apărării. În ciuda prezenței consilierilor militari ruși, asediul a durat opt luni. Britanicii au amenințat că vor interveni în conflict, iar persanii și-au retras trupele în septembrie.
În octombrie 1838, Auckland a publicat Manifestul Simla, un document de propagandă destinat să aducă atingere reputației lui Dost Mohammad Khan⁠(d) în care se afirma despre acesta din urmă că:
 a amenințat deschis ... că va apela la tot ajutorul străin pe care îl va putea cere ... nu am putea niciodată spera că liniștea vecinătății noastre ar putea fi asigurată ... Guvernatorul-general speră cu încredere că șahul va fi repede înlocuit de pe tronul său ... când independența și integritatea Afganistanului se va restabili, armata britanică va fi retrasă.

#### Primul Război Anglo-Afgan
Influența britanică trebuia extinsă în Afganistan, care trebuia să devină un stat tampon. Intenția de a invada era clară, iar când o copie a documentului de mai sus a ajuns la Londra, guvernul nu a avut nicio obiecție.
În decembrie, trupele britanice au intrat în Afganistan și l-au arestat pe Dost Mohammad, l-au trimis în exil în India și l-au înlocuit la conducerea țării cu fostul monarh, Shah Shuja, care împărtășea viziunea mai progresistă a britanicilor. Shah Shuja ul-Mulk venise pe tron în 1803 și semnase în 1809 un acord reciproc de apărare cu britanicii împotriva unei posibile invazii franco-ruse a Indiei prin Afganistan. În același an însă, el a fost detronat și întemnițat de fratele lui vitreg. Shah Shuja nu era popular în rândul afganilor, iar tensiunile au crescut în țară, culminând cu asasinarea în 1841 a trimisului britanic, căpitanul Alexander Burnes. În ianuarie 1842, afganii s-au răsculat pe scară largă. Cum disciplina în rândul militarilor slăbea, britanicii au decis să se retragă din Kabul. Garnizoana din Kabul – adică 4.500 de soldați și 12.000 de auxiliari – a părăsit Kabulul și s-a îndreptat spre Jalalabad, pentru un drum de 130 km ce trebuia parcurs în cinci zile de marș. Ei au fost atacați de aproximativ 30.000 de afgani. Șase ofițeri călare au scăpat din ambuscada afgană, dar numai unul dintre ei, doctorul William Brydon, rănit și călărind un cal rănit la rândul lui, a reușit să ajungă la Jalalabad. Peste o sută de britanici și 2.000 de soldați indieni (cipai) au fost luați ostatici, restul fiind uciși. În aprilie, britanicii au organizat o expediție punitivă. Britanicii au cucerit Kabulul în septembrie și au eliberat prizonierii. Noul guvernator-general, Lord Ellenborough⁠(d), a decis să retragă toate garnizoanele britanice din Afganistan. Dost Mohammad Khan a fost eliberat din India și și-a recăpătat tronul. Se spune că Dost Mohammad ar fi spus:
Am fost impresionat de amploarea resurselor, a navelor, a arsenalelor voastre, dar ceea ce nu pot înțelege este de ce conducătorii unui imperiu atât de vast și înfloritor au avut nevoie să traverseze Indul pentru a mă deposeda de țara mea săracă și neroditoare.

#### Misiunile în Hiva
În 1839, căpitanul onorific James Abbott din corpul de artilerie indiană a întreprins o misiune în Hanatul Hiva într-o încercare de negociere a eliberării sclavilor ruși, pentru eliminarea oricărui pretext pentru invadarea hanatului de către armata țaristă. Dacă izbucnea totuși războiul, Abbot avea ordine să încerce să negocieze un acord de pace. Tentativa de atac a rușilor împotriva Hivei ar fi putut fi un răspuns la politica de implicare a Marii Britanii în Afganistan. Armata rusă nu a reușit însă să ajungă la Hiva din cauza condițiilor meteorologice grele din acea iarnă.
Dintre cei 5.000 de oameni care plecaseră din Orenburg, doar 4.000 s-au mai întors. Abbott a eșuat în încercarea de eliberare a sclavilor ruși pentru că nu înțelegerea limba și cultura hivană. În schimb, el a ajuns la o înțelegere cu hanul din Hiva, Allah Quli, să stabilească o misiune britanică în Hiva și să se implice în negocierile dintre Hiva și Rusia. Abbot a plecat din Hiva în 1840 către Rusia într-o încercare de inițiere a unor negocieri, lucru pe care l-a făcut din proprie inițiativă și fără autorizarea acțiunii de către superiorii săi. Caravana sa a fost atacată de kazahi. În timpul luptelor, Abbot a fost rănit la o mână și luat ostatic. În cele din urmă, el și însoțitorii lui au fost eliberați, kazahii temându-se de acțiuni punitive. Abbot a ajuns la Sankt Petersburg, dar încercările sale de mediere au eșuat. Curajul său a fost recunoscut, el fiind promovat permanent la gradul de căpitan. În același an, locotenentul de artilerie bengaleză Richmond Shakespear a negociat cu succes eliberarea a 416 sclavi ruși, pe care i-a escortat până în Rusia. A fost înnobilat pentru această întreprindere.

#### Războaiele anglo-sikh
În 1843, britanicii au anexat regiunea care corespunde Sindhului contemporan. Primul Război Anglo-Sikh a avut loc între Imperiul Sikh și Compania Indiilor Orientale în 1845–1846, și a dus la supunerea parțială a regatului Sikh. Al Doilea Război Anglo-Sikh a avut loc între 1848–1849, și a avut ca rezultat ocuparea a ce mai rămăsese din Imperiul SIkh și anexarea Pujabului, care avea să devină Provincia Fontierei de Nord-Vest.

#### Războiul Anglo-Persan
In 1856, Persia a declanșat un asalt asupra Heratului, iar guvernul britanic a declarat război Persiei. Războiul Anglo-Persan a fost dus de britanici sub comanda general-maiorului Sir James Outram⁠(d) până în 1857, când Persia și Regatul Unit s-au retras, iar Persia a semnat un tratat prin care renunța la revendicarea Heratului.

### În timpul stăpânirii Coroanei Britanice
După încheierea Răscoalei Șipailor, restul prerogativelor Companiei Indiilor Orientale au fost transferate Coroanei Britanice în persoana reginei Victoria (care în 1876 a fost proclamată împărăteasă a Indiei). India Britanică a funcționat ca apărător al sistemului de piețe conectate, apărate de puterea militară, legislația pentru afaceri și politici monetare. Legea guvernării Indiei⁠(d) stabilea că Biroul Indian al guvernului britanic își asuma administrarea Indiei Britanice printr-un vicerege numit de coroană.
În 1863, Sultan Ahmed Khan al Heratului, care fusese adus la putere de persani și care bătuse monedă în numele șahului, a atacat orașul Farrah, a cărui control era disputat între Persia și Afganistan. Farrah era controlat de Dost Mohammad Khan din 1856. El și-a trimis armatele să îi înfrângă pe rivali și să ocupe Heratul și să unească teritoriile învecinate cu Afganistanul.
Războiul Crimeii s-a încheiat în 1856 cu înfrângerea Rusiei în fața unei coaliții formate din Regatul Unit, Franța și Imperiul Otoman. Noul și războinicul țar Alexandru al II-lea (1855–1881) a așteptat câțiva ani după înfrângerea din 1856, astfel încât să nu îi provoace din nou pe britanici, și a declanșat două campanii în Asia Centrală pentru cucerirea de noi teritorii. În 1864, cancelarul rus Gorceakov a emis o circulară către toate oficiile consulare din străinătate prin care explica motivele expansiunii folosind argumentele precum inevitabilitatea, forța și răspândirea civilizației. Gorceakov a depus eforturi mari ca să explice că intențiile Rusiei nu erau să intre în conflict cu britanicii, ci să aducă un comportament civilizat și să protejeze rutele comerciale tradiționale în regiune. Prima campanie a fost declașată din Orenburg și a continuat în direcția Kabul din Afganistan. Rusia a ocupat Shymkentul în 1864, Tașkentul în 1865, Kokandul și Buhara în 1866 și Samarkandul în 1868. Influența Rusiei s-a extins acum până spre regiunile îndepărtate ale Turkestanului afgan. A doua campanie a început de la Marea Caspică și a fost în direcția Heratului, lângă frontiera persană. Hiva⁠(d) a fost ocupată în 1873.
Între 1869 și 1872, Mir Mahmud Shar a reușit să obțină controlul asupra Hanatului Badahșan⁠(d) cu ajutorul noului emir al Afagnistanului, Sher Ali Khan⁠(d). Începând cu anul 1873 Afganistanul a guvernat direct Badahșanul.

## Acordurile anglo-ruse

### Acordul dintre Marea Britanie și Rusia din 1873
Pentru mai multe detalii despre acest subiect, vedeți  Al Doilea Război Anglo-Afgan .
Pe 21 ianuarie 1873, britanicii și rușii au semnat un acord care stipula că regiunea din estul Badahșanului și Coridorul Wakhan⁠(d) până la Lacul Sari-Qul sunt teritoriu afgan, că frontiera nordică a Afganistanului era valea fluviului Amudaria până la Khwaja Salar și că o comisie comună ruso-britanică avea să stabilească traseul frontierei de la valea Amudariei până la granița Persiei la Harirud. Cu toate acestea, nu a fost trasată o graniță la vest de Amudaria până în 1885. S-a considerat că acordul a definit sferele de influență britanică și rusă din Afganistan și Asia Centrală și le-a dat celor două părți cadrul „legal” de ocupare a regiunilor desemnate, a creat relații cordiale între cele două puteri europene rivale până atunci, dar a ridicat o nouă problemă a frontierelor Afganistanului, Rusiei și Chinei în regiunea cursului ruperior al Amudariei din Munții Pamir.
Negociatorul rus al acordului a fost prințul Alexandr Gorceakov⁠(d). Prin acest acord, rușii acceptau ca Badahșanul și Wakhanul să rămână părți ale Afganistanului și toate propunerile britanice cu privire la stabilirea graniței nordice a acestei țări. În schimb, britanicii se angajau să îi împiedice pe afgani să comită vreo agresiune împotriva rușilor. Ca urmare a acestui acord, rușii au avut cale liberă pentru anexarea Hanatului Hiva în același an. Badahșanul avea să fie împărțit între Afganistan și Buhara (aflată sub controlul rusesc) în 1895 în conformitate cu hotărârile Comisiei pentru frontiera din Pamir.

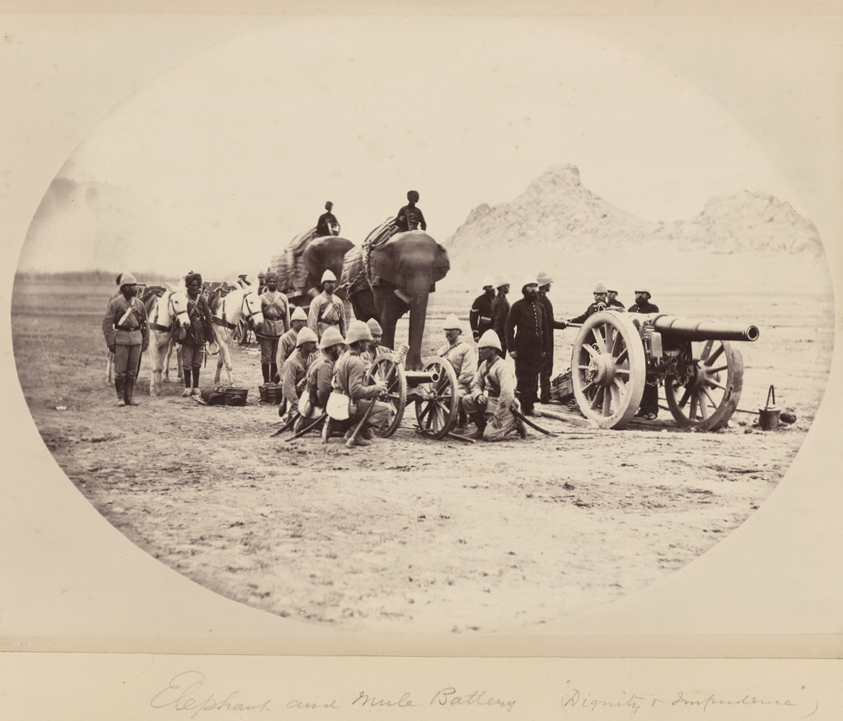
Baterie de artilerie trancatată de catâri și elefanți în al Doilea Război Anglo-Afgan

În 1878, Rusia a trimis din proprie inițiativă o misiune diplomatică la Kabul. Sher Ali Khan⁠(d), emirul Afganistanului, a încercat fără succes să îi oprească să intre în țară. Trimisii ruși au ajuns la Kabul pe 22 iulie 1878, iar pe 14 august britanicii au cerut ca Sher Ali să accepte și o misiune britanică. Emirul nu numai că a refuzat să primească misiunea britanică condusă de Neville Bowles Chamberlain, dar a amenințat că o va opri dacă va încerca să intre în țara sa. Robert Bulwer-Lytton, viceregele Indiei Britanice, a ordonat ca membrii misiunii diplomatice să plece spre Kabul în septembrie 1878, dar diplomații britanici au fost întorși din drum la intrarea estică a Pasului Khyber⁠(d). Acesta a fost evenimentul care a declanșat al Doilea Război Anglo-Afgan.
Tratatul de la Gandamak⁠(d) din 1879 l-a obligat pe emirul Abdur Rahman Khan⁠(d) să cedeze controlul asupra relațiilor externe ale Afganistanului și a unor regiuni de la frontiera sudică, printre care Pishin, Sibi, Harnai, și Thal Chotiali. În anii care au urmat, britanicii au mai anexat și alte regiuni tribale afgane.
După victoria din bătălia de la Geok Tepe⁠(d), rușii au ocupat în 1884 Mervul. Cum rușii se apropiaseră de Herat, guvernele de la Sankt Petersburg și Londra au decis în același an să formeze comisie pentru stabilirea frontierei afagano-ruse.
În 1885, o forță rusă a anexat regiunea Panjdeh de la nord de provincia Herat, acțiune cunoscută cu numele de Incidentul din Panjdeh⁠(d). Afganii au reclamat că locuitorii regiunii fuseseră din totdeauna supușii lor, plătitori de tribut, în timp ce rușii au susținut că regiunea fusese parte a Hanatelor Hiva și Merv, pe care ei le anexaseră mai înainte. Comisia de frontieră trebuise să rezolve această dispută, dar în ciuda prezenței sale, rușii și afganii s-au înfruntat într-o bătălie. Forța afgană de doar 500 de luptători a fost compleșită de o forță rusă superioară din punct de vedere numeric. Britanicii nu i-au sprijinit pe afgani, așa cum se angajaseră prin tratatul de la Gandamak, ceea ce l-a făcut pe emir să considere că nu se poate sprijini pe britanici în cazul agresiunii ruse.
Cancelarul german Otto von Bismarck a înțeles ce important devenise Marele Joc pentru Rusia și Anglia. Germania nu avea interese directe în regiune, dar controlul pe care Berlinul îl exercita asupra Europei urma să crească odată cu desfășurarea forțelor ruse cât mai departe posibil de continent. În următoareale două decenii, 1871–1890, el sprijinit politica britanică în speranța că rușii aveau să angajeze efective militare sporite în Asia.

### Protocolul dintre Marea Britanie și Rusia din 1885
Protocolul pentru delimitare dintre Marea Britanie și Rusia a fost semant pe 10 septembrie 1885 la Londra. Protocoul stabilea traseul frontierei de la Amudaria la Harirud⁠(d). Între 1885 și 1888 au mai fost semnate 19 protocoale adiționale pentru lămurirea unor detalii ale graniței. Comisia pentru frontiera afgană a hotărât ca Rusia să renuțe la teritoriile pe care le ocupase în timpul înaintării, dar să păstreze totuși Panjdehul. Acordul a trasat frontiera nordică afgană pe Amudaria și consfințea pierderea unei regiuni importante în favoarea Rusiei, în special în jurul Panjdehului.
Acest acord lăsa stabilirea frontierei la est de Lacul Zorkul⁠(d) din regiunea Wakhan⁠(d) pentru mai târziu. Acest teritoriu era revendicat de China, Rusia și Afganistan. În anii 1880, afganii înaintaseră la nord de lac în Alichur⁠(d) Pamir.:p13 În 1891, Rusia a trimis o forță militară în această regiune, iar comandantul acestei, Ianov, i-a ordonat căpitanului britanic Francis Younghusband să părăsească Baza'i Gonbad⁠(d) din valea Micul Pamir⁠(d). Rușii au pretins că, atâta vreme cât au anexat Hanatul Kokand, ei au drepturi legale asupra văilor glaciare din regiune. În schimb, afganii au declarat că, atâta vreme cât regiunea nu a plătit niciodată tribut Kokandului și a fost independent, aveau tot dreptul să ocupe zona. În același timp, britanicii au reclamat că este vorba de o încălcare a Acordului Anglo-Rus din 1873. Din păcate pentru Londra, guvernul indian a recunoscut că Boza'i Gumbaz nu era inclus în prevederile acestui acord și avea prin urmare un statut incert. Boza'i Gumbaz nu apărea pe hărțile rusești ca fiind în Wakhan. În plus, britanicii au devenit conștienți de faptul că Younghusband a intrat din greșeală pe teritoriul rus în apropierea Lacului Kara-Kul și ar fi putut fi arestat de autoritățile de acolo. Ianov și-a prezentat verbal scuzele pentru că a intrat din greșeală pe teritoriul Wakhanului, iar guvernul rus a propus formarea unei comisii comune de inspecție care să traseze granița. În 1892, britanicii l-au trimis în Pamir pe Charles Murray ca să investigheze problema. Marea Britanie era îngrijorată de faptul că Rusia va profita de slăbiciunea chinezilor ca să controleze zona și să ocupe noi teritorii.:p14 Dacă Murray s-a implicat într-o formă de diplomație sau spionaj, nu este clar încă, cert este însă că el a ajuns în 1893 la o înțelegere cu rușii pentru trasarea graniței, procesul fiind încheiat în 1895.:p14

### Acordul dintre Marea Britanie și Afganistan din 1893
Pe 12 noiembrie 1893 a fost semnat la Kabul acordul dintre Regatul Unit și Afganistan. Acordul a reconfirmat înțelegerea din 1873, a cerut retragerea afganilor din teritoriul de la nord de Amudaria care fusese ocupat în 1884 și a stabilit procedura pentru trasarea frontierei la est de la Lacul Sari.
Atunci când Mortimer Durand⁠(d), secretarul de stat pentru India, a fost numit administrator al Agenției Gilgit (unitate administrativă semiatonomă a Indiei Britanice guvernată de un agent guvernamental, azi parte a regiunii administrative a Pakistanului Gilgit-Baltistan⁠(d)), el început în regiune un program de construcție de drumuri, linii de telegraf și sisteme poștale, menținând în același timp un dialog cu mirul (conducătorul) din Gilit. El intenționa să îmbunătățească drumul din Kașmir prin statele princiare Hunza și Nagar până la frontiera cu Rusia. Mirii locali din Nagar și Hunza au considerat această inițiativă drept o amenințare la adresa avantajului natural pe care îl reprezenta izolarea regiunilor pe care le conduceau. În 1890, Durand a întărit Fortul Chalt de la frontieră și a continuat construirea drumului spre fort date fiind zvonurile conform cărora luptătorii din Nagar și Hunza se pregăteau să îl atace. În mai 1891, liderii din Nagar și Hunza l-au averizat pe Durant să oprească construirea drumului și să părăsească fortul, care se afla pe teritoriul Gilitului, în caz contrar considerând că britanicii întreprind un act de război. Durand a consolidat fortul și a accelerat lucrările de construcție a drumului de acces. Liderii din Nagar și Hunza au considerat că aceste fapte sunt o escaladare a conflictului și au hotărât să interzică trimiterile poștale de la reprezentanța diplomatică britanică din Turkmenistanul Chinezesc care treceau prin teritoriile lor. India Britanică a considerat că prin această acțiune Hunza a încălcat acordul din 1889 și, după ce mai întâi a trimis un ultimatum rămas fără răspuns, a declanșat o campanie militară în 1891. Hunza și Nagar au devenit protectorate britanice în 1893.

### Schimbul de note diplomatice dintre britanici și ruși din 1895

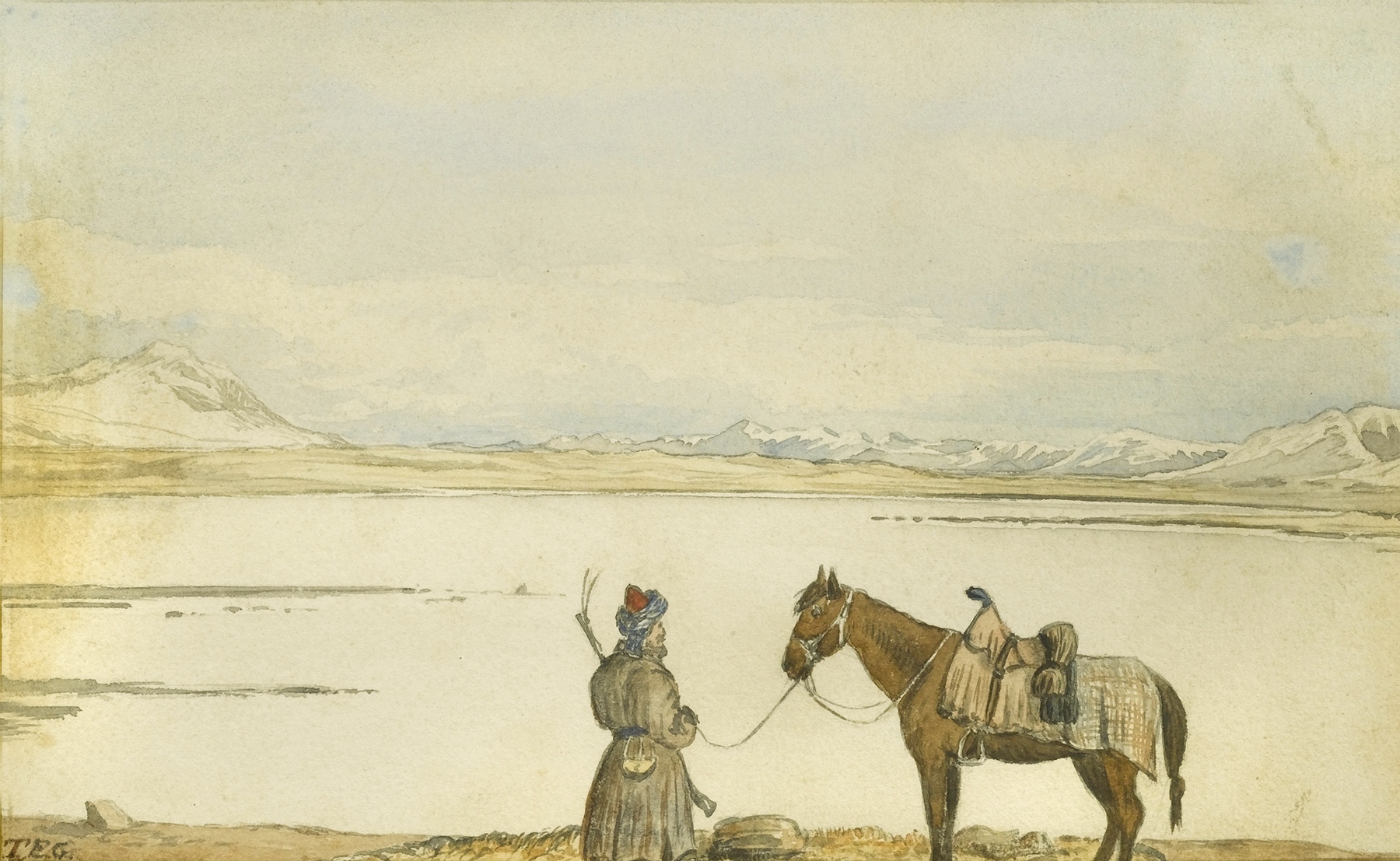
Lacul Zorku, acuarelă a ofițerului armatei britanice Thomas Edward Gordon (1874).

Pe 11 martie 1895 a avut loc un schimb de note diplomatice dintre Regatul Unit și Rusia. Aceste documente defineau sferele de influență britanică și rusă la est de Lacul Sari-Qul și trasau frontiera nordică a Coridorului Wakhan de la răsărit de lac. Această graniță a fost ulterior trasată pe teren de o comisie mixtă.
În general, se consideră că Marele Joc s-a încheiat pe 10 septembrie 1895 odată cu semnarea protocoalelor Comisiei de Frontieră pentru Pamir, când a fost stabilit traseul frontierei afgano-ruse.:p14 Comisia de frontieră pentru Pamir a fost condusă de generalul-maior Gerard, care s-a întâlnit pe teren cu omologul său rus, generalul Povalo-Șveikovski în 1895. Raportul generalului Gerald a demonstrat imposibilitatea declanșării unei invazii ruse a Indiei prin Munții Pamir. Ca urmare, Afganistanul a devenit un stat tampon dintre cele două puteri.
Cele două mari puteri au căzut de acord ca fluviul Amudaria să formeze frontiera naturală dintre Afaganistan și Imperiul Rus. Acordurile au dus de asemenea la pierderea controlului de către ruși asupra celei mai mari părți a teritoriului afgan, cu excepția zonei Panjdeh⁠(d). Crestele Munților Pamir au devenit de asemenea o linie a frontierei naturale dintre Afganistan și Imperiul Rus. Situația Văii Taghdumbash (Taxkorgan) a fost rezolvată printr-un acord separat dintre Afganistan și China. Odată cu încheierea acestui acord, cele două părți au hotărât să numească unul dintre vârfurile din zonă „Muntele Înțelegerii”.
Într-un schimb de amabilități diplomatice, britanicii au hotărât să folosească pe hărțile regiunii termenul Lanțul muntos Nicolae pentru Munții Wachan în onoarea țarului Nicolae al II-lea, în vreme ce rușii au fost de acord să numescă Lacul Zorkul Victoria, în onoarea reginei Victoria.
Imperiul Rus a obținut controlul asupra tuturor teritoriilor de la nord de Amudaria, adică regiunile revendicate de Hanatul Hiva, căile de acces spre Herat și toate regiunile revendicate de Hanatul Kokand, inclusiv platoul Pamir. Pentru asigurarea unei complete separări a sferelor de influență, noul stat afgan a primit controlul asupra unei prelungiri teritoriale — Coridorul Wakhan⁠(d). „Prin stabilirea acestor limite, s-a încheiat actul final al unui meci tensionat jucat de guvernele britanic și rus”.

## Datarea istoriografică
Istoricii nu s-au pus de acord asupra datării începutului și sfârșitului Marelui Joc. Konstantin Penzev crede că Marele Joc a început cu victoria Rusiei în Războiul Ruso-Persan (1804–1813)⁠(d) și cu semnarea tratatului de la Gulistan⁠(d) of 1813 sau a tratatului de la Turkmenchay din 1828. Edward Ingram crede că a început între 1832 și 1834 ca încercare de negociere a unor acorduri comerciale cu Ranjit Singh și cu amirii din Sind. Hopkirk⁠(d) consideră sprijinul „neoficial” al britanicilor pentru luptătorii cerchezi din Caucaz împotriva rușilor (c. 1836 – implicându-l pe David Urquhart⁠(d) și, de exemplu, afacerea Vixen⁠(d)) a se înscrie în contextul Marelui Joc. Sergheiev crede că Marele Joc a început după Războiul din Caucaz (1828–59) și s-a intensificat cu Războiul Crimeii (1853–6).:94 Edward Ingram⁠(d) susține că Marele Joc s-a încheiat odată cu Primul Război Anglo-Afgan din 1842 când britanicii s-au retras din Afganistan.
Temerile britanicilor s-au risipit și Marele Joc s-a încheiat în mod cert în 1907 când Regatul Unit și Rusia au devenit aliate militar (împreună cu Franța). Ele au convenit cele trei acorduri anglo-ruse care au delimitat sferele de interes între India Britanică și Asia Centrală Rusă în zonele de frontieră ale Persiei, Afganistanului și Tibetului.:276–298 Istorica Elena Andreeva consideră însă că Marele Joc s-a încheiat cu Revoluția Bolșevică în 1917 și cu sfârșitul temporar al interesului Rusiei în Persia. Konstantin Penzev a afirmat, menționând și rezumatul fictiv al lui Kipling („Când toată lumea moare, atunci se încheie Marele Joc. Nu mai înainte.”), că neoficial Marele Joc din Asia Centrală nu se va sfârși niciodată.
Conform istoricului David Noack, Marele Joc s-a reluat din 1919–1933 sub forma unui conflict între Regatul Unit și Uniunea Sovietică, cu Republica de la Weimar și Japonia ca jucători adiționali. Noack îl numește un „al Doilea Turneu al Umberlor” peste teritoriul ce compune granița Indiei Britanice, Chinei, Uniunii Sovietice și Manciuriei Japoneze. Pentru Regatul Unit, germanii păreau a fi un aliat secret al sovieticilor. În 1933–1934 s-a „încheiat cu Mongolia, Asia Centrală Sovietică, Tannu-Tuva și Xinjiang izolate de influența nesovietică.”

## Interpretări istoriografice ale Marelui Joc

### „Marea Britanie a pierdut Marele Joc până în 1842”
Edward Ingram consideră că britanicii au pierdut Marele Joc.

Marele Joc a fost mai degrabă un aspect al istoriei britanice decât al relațiilor internaționale: expresia descrie ceea ce făceau britanicii, nu acțiunile rușilor și chinezilor.

Marele Joc a fost o încercare făcută de britanici în anii 1830 să își impună punctul de vedere asupra lumii. Dacă Hiva și Buhara ar fi devenit state tampon, atunci ar fi fost necesare rute comerciale de-a lungul râurilor Ind și Sutlej către Afganistanul transformat în protectorat și, prin urmare, ar fi fost necesar accesul prin regiunile Sind și Punjab. Marele Joc a început între 1832 și 1834 ca o încercare de negocierea a unor acorduri comerciale cu Ranjit Singh și cu emirii din Sind, iar „prima întrerupere a acestui magnific vis cu ochii deschiși britanic a fost cauzată de hotărârea emirilor din Sind de a fi lăsați în pace”. Eșecul lui a avut loc la sfârșitul primului Război Anglo-Afgan din 1842, odată cu retragerea britanicilor din Afganistan. Nerușind să transforme Afganistanul într-un stat satelit a însemant că Marele Joc nu putea fi câștigat.
În 1889, Lord Curzon, viitorul vicerege al Indiei, a comentat:
 Relațiile noastre cu Afganistanul în cei patruzeci de ani dintre 1838 și 1878 au fost succesiv cele ale unei ingerințe pline de gafe și a unei inactivități nepricepute.
Cu toate acestea, Regatul Unit avea să câștige o victorie decisivă în cel de al Doilea Război Anglo-Afgan, care a avut loc între 1878 și 1880. Victoria a întărit și influența britanică în Afganistan, care a devenit protectorat britanic.

### „Marele Joc este o legendă”
Folosirea termenului de către Kipling a fost în întregime imaginativ, „... pentru că Marele Joc, așa cum este descris în roman, nu a existat niciodată; este aproape în întregime invenția lui Kipling. Marea Britanie nu avea un serviciu de informații și nici un departament etnografic; exista doar un grup de lucru guvernamental numit «Survey of India», căreia i s-a încredințat sarcina de cartografiere a întregii Indii ca răspuns la o dorință de control tipic engleză.”
Morgan și Yapp au caracterizat Marele Joc drept legendă și au afirmat că India Britanică nu avea capacitatea să conducă o astfel de acțiune. O cercetare a arhivelor diferitelor departamente ale Indiei Britanice nu a arătat vreo dovadă a existenței unei rețele de informații britanice în Asia Centrală. În cel mai bun caz, eforturile obținere a informațiilor despre mișcările rușilor în Asia Centrală au fost rare, iar aventurile „ad hoc” și în cele mai grave intrigi asemănătoare cu aventurile din „Kim” erau zvonuri nefondate și astfel de zvonuri „erau întotdeauna un lucru obișnuit în Asia Centrală și s-au aplicat atât Rusiei cât și la Marii Britanii”. După executarea a doi diplomați britanici în Buhara, Londra a descurajat în mod puternic călătoria ofialităților sale în Turkestan.
Mai târziu, Morgan a sugerat că Rusia nu a avut dorința sau capacitatea să atace India, iar India nu a avut capacitatea să execute un atac în Asia Centrală. Rusia nu și-a dorit să ocupe Afganistanul, având în vedere eșecul inițial din Hiva și înfrângerea britanică în Primul Război Anglo-Afgan. Pentru invadarea Afganistanului, rușii ar fi avut nevoie mai întâi de stabilirea unei baze înaintate în provincia Khorasan din Persia. Sankt Petersburgul ajunsese la concluzia că o politică agresivă în regiune fusese un eșec, iar cea de neintervenție părea să dea rezultate.
Mahajan consideră că activitatea militară a rușilor în Asia Centrală era inițiată și executată dor de aventurieri politici sau guvernatori entuziați ai provinciilor ruse de frontieră. Alți autori consideră că Marele Joc a fost o născocire a imgainației suprasurescitate a unor politicieni, ofițeri de armată și jurnaliști naționaliști din ambele tabere. Utilizarea termenului „Marele Joc” pentru descrierea rivalitatății anglo-ruse din Asia Centrală a devenit obișnuită abia după cel de-al doilea război mondial. Termenul a fost rar folosit înainte de acestă perioadă. Un alt autor a sugerat că unii britanici au folosit termenul „Marele Joc” la sfârșitul secolului al XIX-lea pentru a descrie mai multe situații diferite legate de interesele Londrei în Asia, dar că preocuparea principală a autorităților britanice din India a fost controlul populației indigene și nu prevenirea unei invazii ruse.
 Citind istoria Imperiului Britanic în India și Orientul Mijlociu, individul este impresionat atât de importanța, cât și de caracterul nerealist al dezbaterilor strategice. – Malcolm Yapp

### „Britanicii s-au confruntat cu rușii pentru Asia Centală”

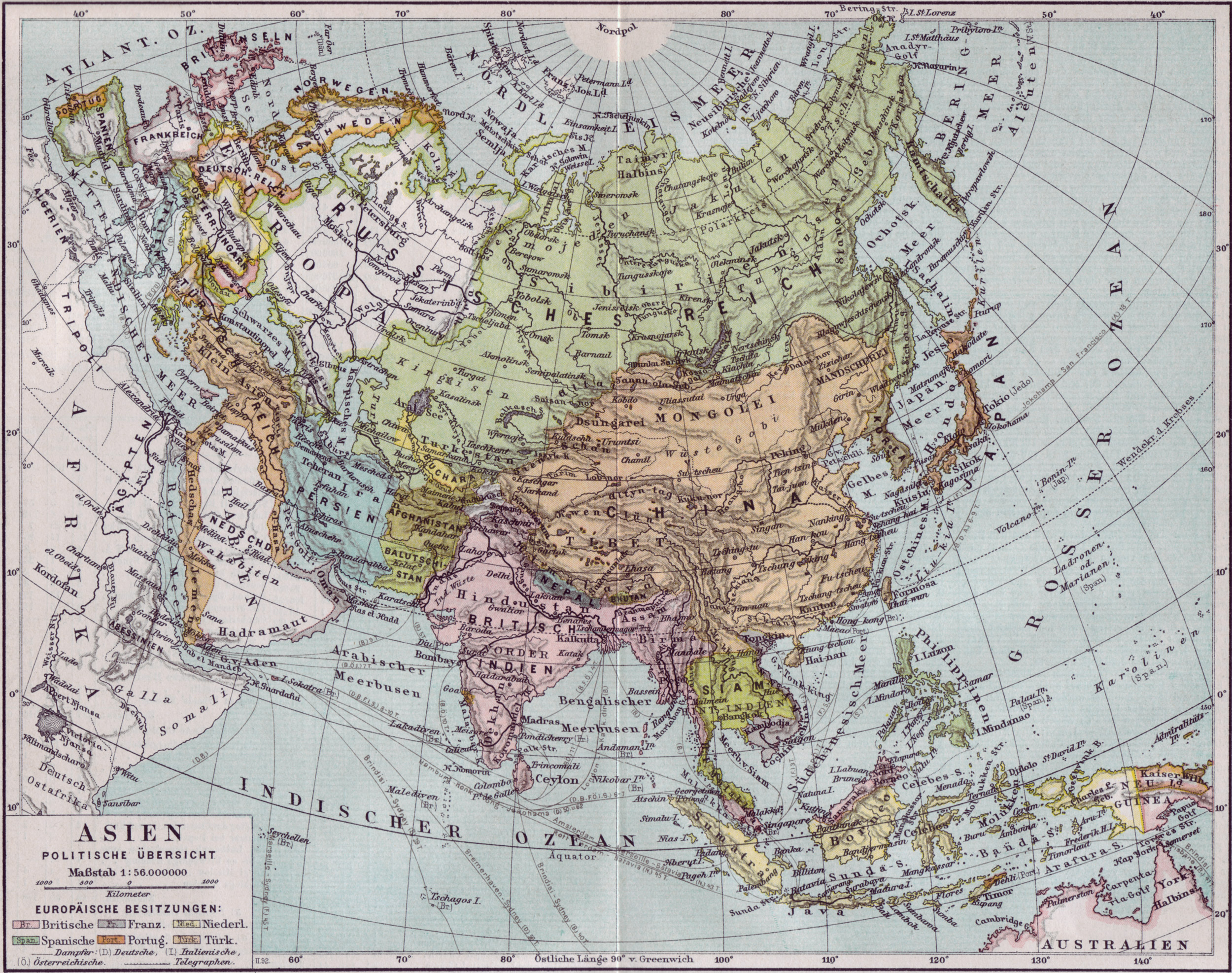
Hartă a Asiei din 1890

Trimiterile poștale dus-întors dintre Londra și Calcutta puteau să dureze până la trei luni. Liniile telegrafice pentru distanțe lungi au fost construite în Rusia în a doua jumătate a secolului al XIX-lea. În 1870, a fost finalizată construcția liniei telegrafice indo-europene, aceasta asigurând o cale de comunicație directă London - Calcutta prin teritoriul Rusiei. Pentru prima dată, Biroul Indiei din cadrul Ministerului de Externe britanic ar putea să-și telegrafeze ordinele și să le vadă îndeplinite în timp util. Guvernul britanic avea acum un control complet asupra politicii externe din India, iar guvernatorul general al Indiei și-a pierdut puterile discreționare de care se bucurase până atunci.
În 1868, Rusia a atacat Hanatul Buhara și a ocupat Samarkandul. Prințul Gorceakov a scris într-un memorandum din 1874 că ambasadorul țarist la Londra a oferit o explicație care l-a satisfăcut pe ministrul de externe britanic, George Villiers. Acesta din urmă a replicat că înaintarea rapidă a trupelor ruse nu a alarmat și nici nu a surprins guvernul britanic, cu toate acestea a îngrijorat opinia publică britanică și guvernul indian. Ministrul britanic a propus crearea unei zone neutre între posesiunile britanice și cele ruse, un punct de vedere cu care guvernul rus era de acord. Pentru stabilirea unor detalii, ministrul de externe britanic și secretatul imperial rus au avut o întâlnire confidențială la Wiesbaden.
După semnarea Acordului anglo-rus din 1873, după care a urmat ocuparea de către ruși a Hanatului Hiva, Gorceakov a scris în memorandumul din 1874 că „Deși ... Hanatul Hiva a rămas în întregime în sfera noastră de acțiune, ne-am gândit că am face un act de curtoazie neadoptând vreo măsură decisivă împotriva Hiva înainte de a fi informat Marea Britanie despre aceasta.” În noiembrie 1874, ambasadorul britanic în Rusia, lordul Augustus Loftus, l-a informat pe ministrul adjunct de externe rus că „Înaintarea Rusiei în Asia Centrală din ultimii ani a fost un subiect de interes atent, deși nu a fost unul de invidie sau temere pentru Guvernul Indiei.”
În decembrie 1874, cu mult înainte ca Rusia să anexeze Mervul în 1884, Thomas Baring de Northbrook, viceregele Indiei, i-a scris lui Robert Gascoyne-Cecil, marchiz de Salisbury, secretarul de stat pentru India, că el a acceptat o eventuală anexare a Mervului. După un an, el i-a scris lui sir Henry Rawlinson, un membru al Consiliului Indiei, „Angajamentul nostru cu Rusia în ceea ce privește frontiera Afganistanului ne împiedică să promovăm încorporarea turkomanilor din Merv în teritoriile supuse emirului Kabulului.”. Northbrook nu ar fi acceptat vreo extindere a Persiei spre Merv. Se poate cosidera că, din punctul de vedere al liderilor afgani, mai înainte de declanșarea invaziei britanice a Afganistanului din 1878, exista dovada unei înțelegeri tot mai profunde dintre Marea Britanie și Rusia pentru împărțirea Asiei Centrale.

## Alte utilizări ale termenului „Marele Joc”
Prognozele pesimiste de la sfârșitul secolului trecut legate de criza de resurse și speranțele conform cărora noie state independente din Asia Centrală și Caucaz vor asigura o creștere a resurselor – transformarea zonei într-un nou „Golf Persic” – au dus la apariția unei versiuni a secolului XXi a Marelui Joc. Aceste previziuni nu au fost susținute de fapte și au venit cu o exagerare a valorii comerciale și geopolitice a regiunii. De atunci, unii jurnaliști au început să folosească expresia „Noul Mare Joc” pentru descrierea a ceea ce ei consideră a fi un interes geopolitic reînnoit pentru Asia Centrală și resurselor minerale bogate ale regiunii, care au devenit accesibile pentru investiții străine după destrămarea Uniunii Sovietice. One journalist linked the term to an interest in the region's minerals and another to its minerals and energy.
Nu toți autorii sunt de acord cu aceste idei. Un analist strategic a scris că statele Asiei Centrale nu sunt pioni în vreun joc, iar așa-numitul „Nou Mare Joc” este un termen impropriu pentru un eveniment care a avut loc. În loc de două imperii care să-și dispună regiunea ca în trecut, astăzi au apărut mai multe puteri globale și regionale odată cu intrarea Chinei și Indiei în clubul marilor puteri economice. Transformarea Rusiei dintr-un jucător la nivel regional în unul la nivel global nu a fost resimțită ca o amenințare de către statele Asiei Centrale, care și-au diversificat între timp relațiile lor politice, economice și de securitate. Există cercetători care consideră că „Marele Joc” sau „Noul Mare Joc” ar presupune că statele Asiei Centrale sunt pioni pasivi în mâna statelor mai puternice. În orice caz, calitatea acestora de membrii ai Organizațiii pentru Cooperare de la Shanghai, înființată în 2001, demonstrează că aceste state au cucerit o independență reală, cu o Chină care oferă o predictibilitatea necunoscută în perioada „Marelui Joc”.
Marele Joc a fost descrisă ca un clișeu-metaforă, și există autori care scriu azi despre subiectul unui nou „Mare Joc” în Antarctica, regiunea arctică, sau în spațiul cosmic.

## Legături externe
- The Franco-Russian Expedition to India
- Central Asia: Afghanistan and Her Relation to British and Russian Territories
- The timeline of the Great Game Arhivat în 24 septembrie 2015, la Wayback Machine.